# Phong đỏ
Phong đỏ (danh pháp khoa học: Acer rubrum) là một loài thực vật thuộc chi Phong, họ Bồ hòn. Đây là một trong những cây rụng lá phổ biến nhất và rộng rãi của miền đông Bắc Mỹ. Nó có phạm vi dao động từ hồ Woods trên biên giới giữa Ontario và Minnesota, phía đông Newfoundland, phía nam gần Miami, Florida, và tây nam sang đông Texas. Cây trưởng thành thường đạt độ cao khoảng 15 m (49 ft). Tên gọi của nó xuất phát từ thực tế hoa, cuống lá, cành con và hạt của nó đều có màu đỏ ở các mức độ khác nhau. Tuy nhiên, trong số các đặc trưng này thì nó được biết đến nhiều nhất là do tán lá chuyển thành màu đỏ của nó khi tới mùa thu.
Nó cũng là cây biểu tượng của bang Rhode Island và quốc gia Canada. Sự đổi màu của lá phong hoa đỏ (A. rubrum) rất đẹp mắt về mùa thu là yếu tố đóng góp chính vào phong cảnh mùa thu ở miền đông nam Canada và tại New England. Du lịch mùa thu để xem lá đổi màu là nguồn lợi chính trong kinh tế của khu vực này, đặc biệt là tại Vermont, New Hampshire và Western Massachusetts.

## Hình ảnh

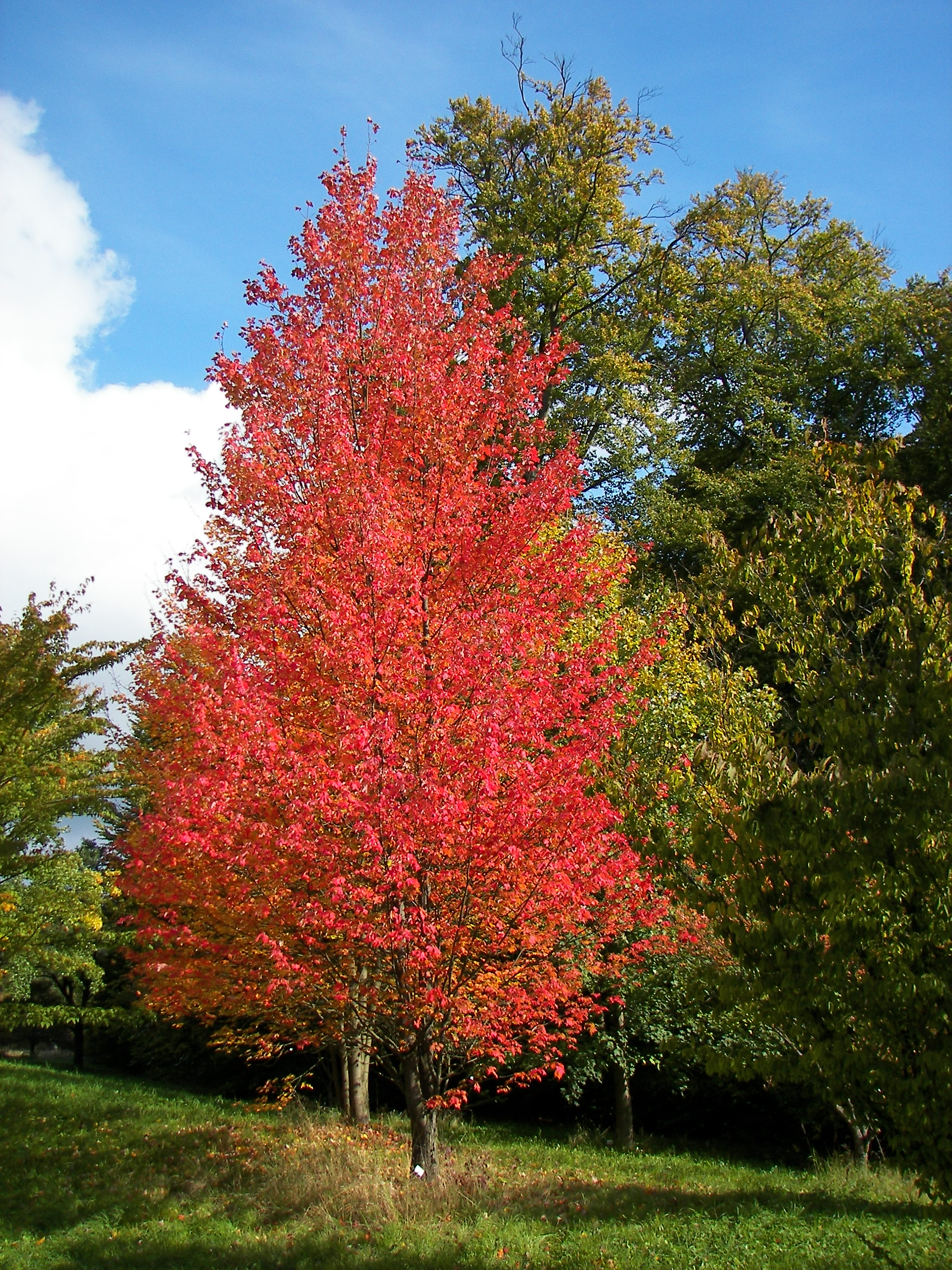
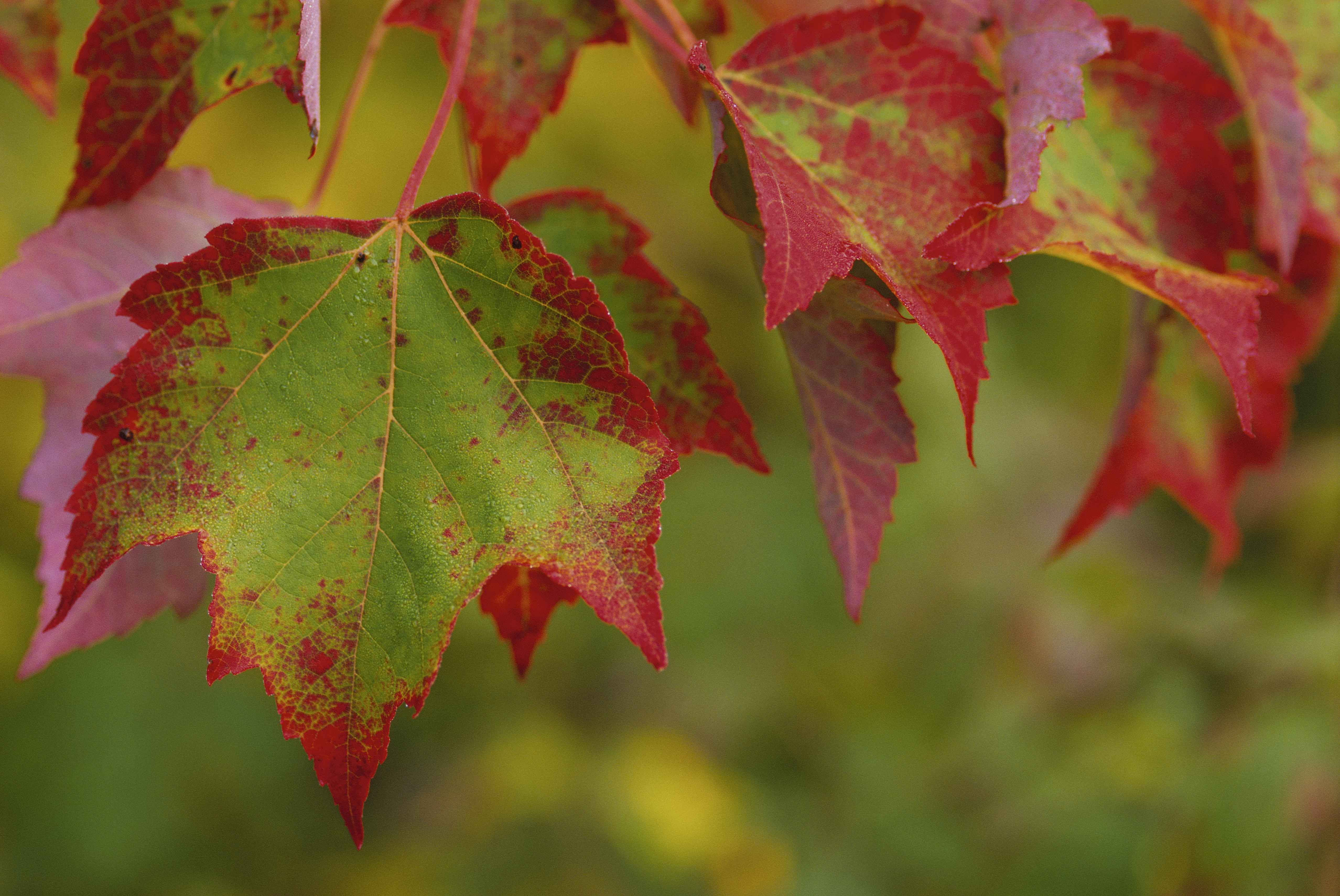
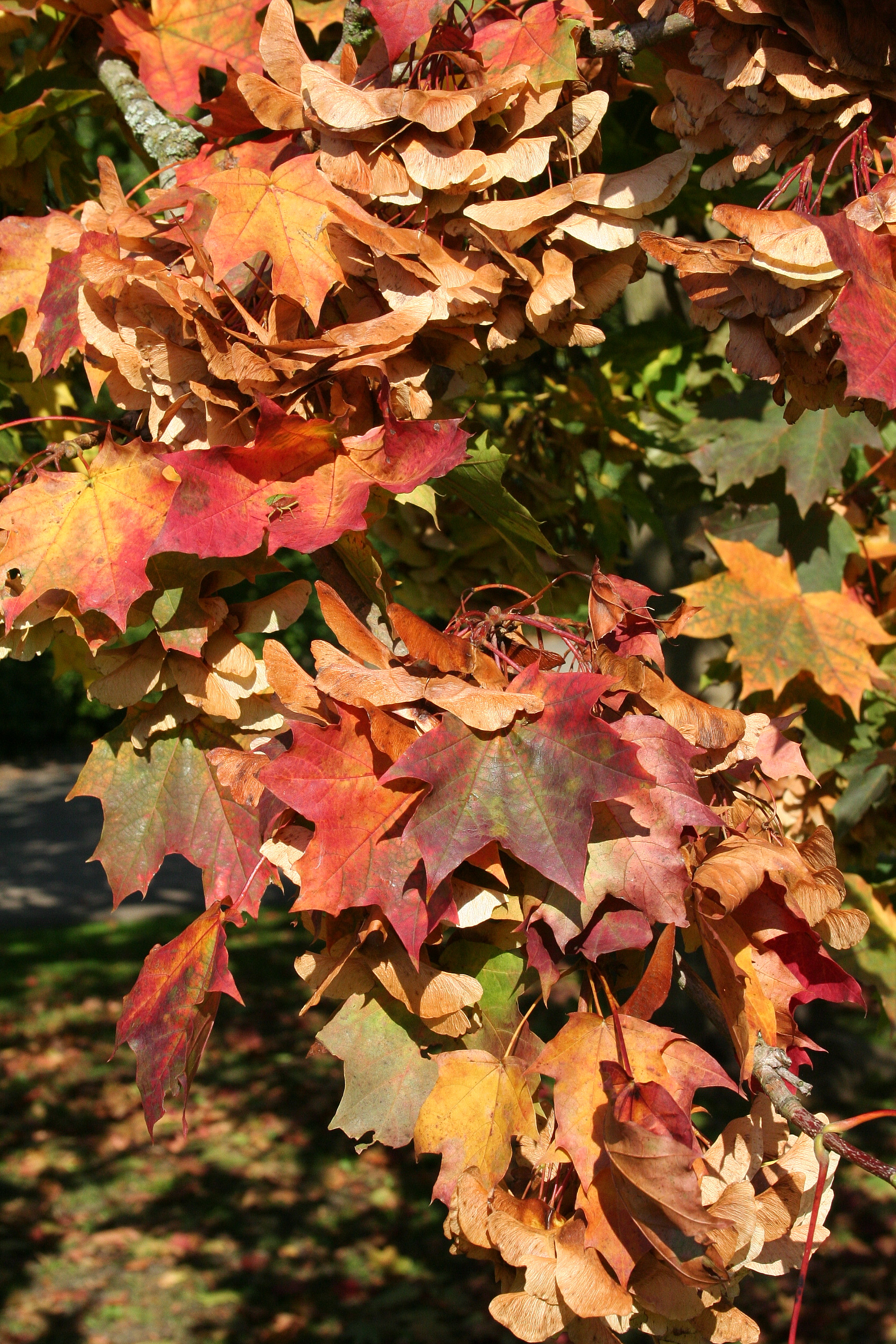
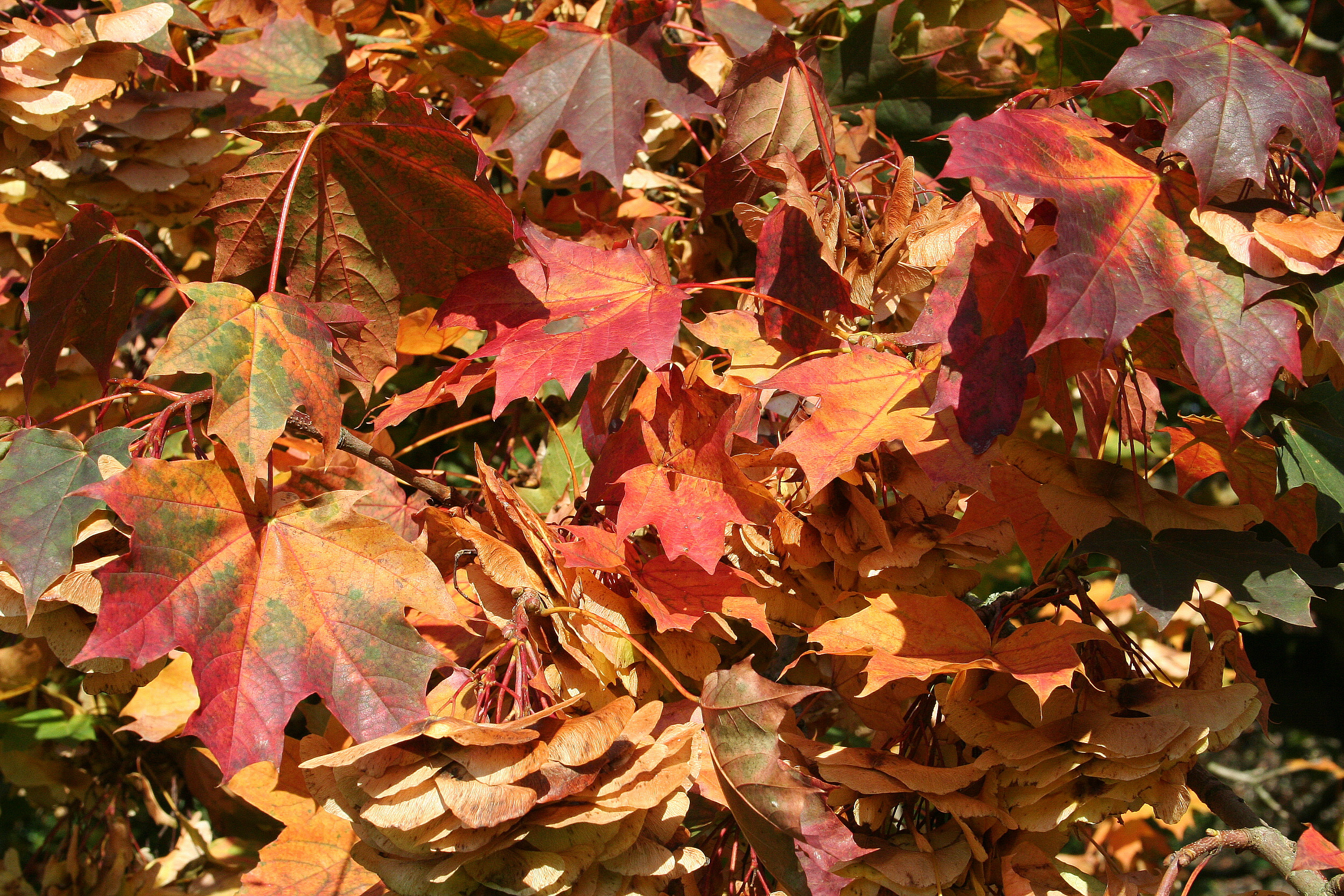